# Naissance en 957
Naissance
- 953
- 954
- 955
- 956
- 957
- 958
- 959
- 960
- 961

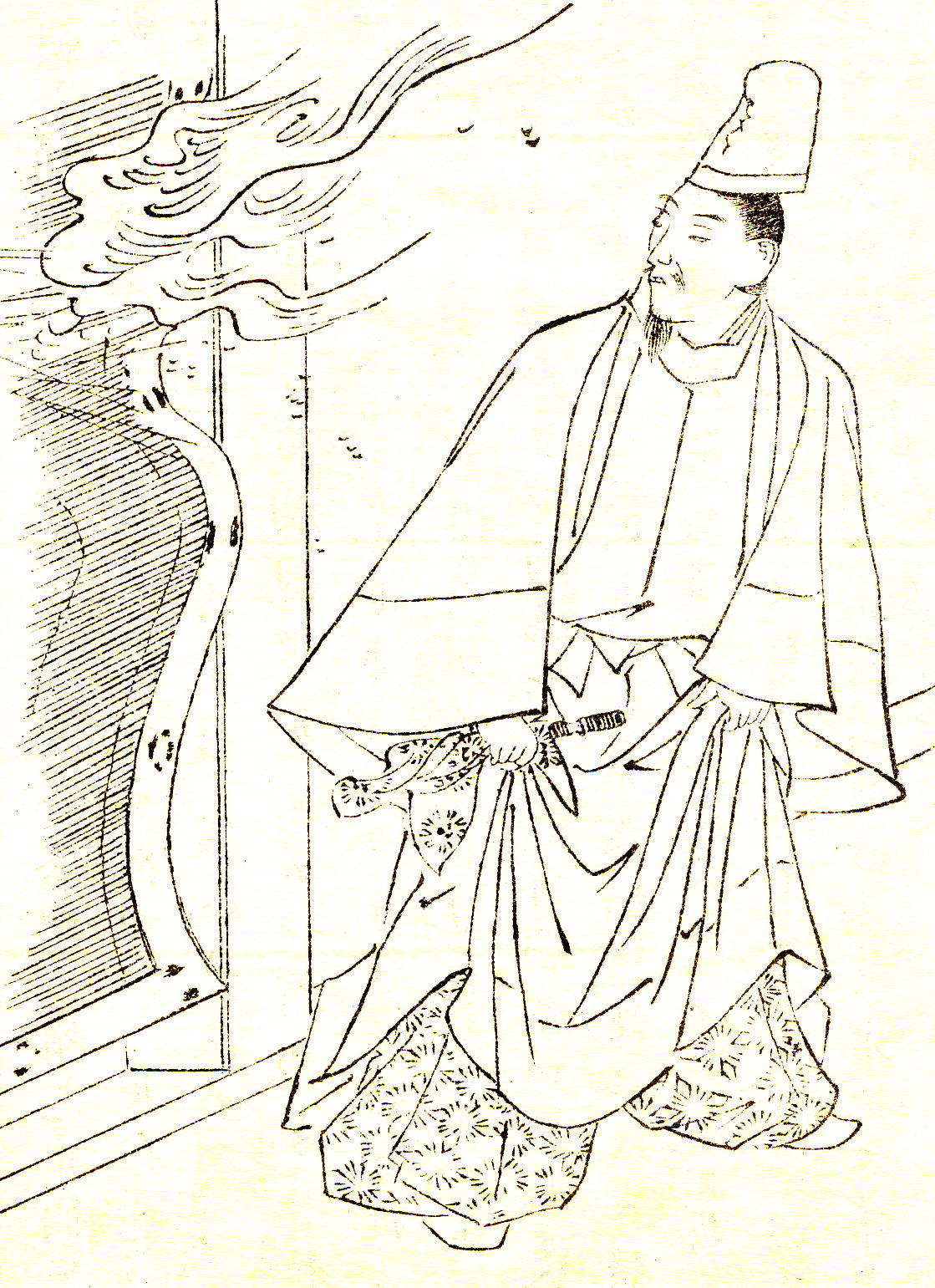
Fujiwara no Sanesuke, né en 957.

Cette page dresse une liste de personnalités nées au cours de l'année 957 :
- Abu'l-Fawaris Ahmad ibn Ali, dernier gouverneur des Ikhchidides.
- Fujiwara no Junshi, impératrice consort du Japon.
- Fujiwara no Kinsue, homme d'État, courtisan et politicien japonais de l'époque de Heian.
- Fujiwara no Sanesuke, ou Go-Ono no Miya, udaijin (ministre de droite) japonais.
- Fujiwara no Yoshikane (en), courtisan japonais.

date incertaine (vers 957)
- Parantaka Chola II (en), ou Madhurantakan Sundara Chola,  roi de la dynastie Chola.
- Wang Dan (en), homme d’État de la dynastie Song.

## Crédit d'auteurs
- Cet article est partiellement ou en totalité issu de l'article intitulé « 957 » (voir la liste des auteurs).